# 安朋狹蓑鮋
安朋狹蓑鮋，又稱條紋裸絨鮋，俗名石狗公，為輻鰭魚綱鮋形目鮋科的其中一種。

## 分布
本魚分布於印度西太平洋區，包括紅海、印尼、新幾內亞、台灣、日本、越南等海域。

## 特徵
本魚體延長狀，甚側扁，眼眶聳起，眼睛前方有一深凹漥，無鼻棘，眼眶下緣有3個稜棘，眼眶上緣有一根極粗長的皮瓣，是此魚最大的特徵，頭部、吻部、背鰭硬棘及側線上方皆有些許小皮瓣分布。背棘之棘膜深凹刻，腹鰭最內側鰭條以膜和腹部相連在一起，除了腹鰭，其它各鰭之鰭條均不分支。體為黃褐色，散有許多不規則暗色斑紋，尾鰭有多列明顯橫紋，體長約6公分。

## 生態
生活於水深14至30公尺深的水層，棲地為淺海之岩礁區、藻類或軟質底部，夜行性肉食魚類，為極罕見之品種，全球只發現6隻。

## 經濟利用
無任何經濟價值。